# Marcin Bugajski
Marcin Andrzej Bugajski (ur. 18 grudnia 1977 w Łodzi) – polski samorządowiec, urzędnik i prawnik, w 2010 wiceprezydent Łodzi, w latach 2010–2014 członek zarządu województwa łódzkiego IV kadencji.

## Życiorys
Absolwent Wydziału Prawa i Administracji Uniwersytetu Łódzkiego, kształcił się na podyplomowych studiach europejskich w Instytucie Europejskim w Łodzi. Pracował jako nauczyciel akademicki i kierownik działu projektów europejskich na prywatnej uczelni w tym mieście. W latach 2007–2008 był wicedyrektorem Departamentu ds. Regionalnego Programu Operacyjnego w Urzędzie Marszałkowskim w Łodzi, później podjął pracę w PKP PLK.
W 1999 zaangażował się w działalność polityczną w ramach Stowarzyszenia „Młodzi Demokraci”, w 2001 wstąpił do Platformy Obywatelskiej. W ramach Młodych Demokratów sprawował funkcję członka władz krajowych i przewodniczącego regionu łódzkiego. W 2006 wybrano go do rady miejskiej Łodzi. W 2009 bez powodzenia kandydował do Parlamentu Europejskiego. W lutym 2010 po odwołaniu Jerzego Kropiwnickiego został wiceprezydentem w komisarycznych władzach miasta, odpowiedzialnym za sprawy zdrowia, opieki społecznej, pozyskiwanie funduszy unijnych i budynki.
W wyborach w 2010, 2014 i 2018 uzyskiwał mandat radnego sejmiku łódzkiego IV, V i VI kadencji. 2 grudnia 2010 powołany na stanowisko członka zarządu województwa łódzkiego, zakończył pełnienie funkcji wraz z całym zarządem 1 grudnia 2014. Później obejmował stanowiska szefa departamentu w urzędzie marszałkowskim i dyrektora ds. rozwoju Przedsiębiorstwa Energetyki Cieplnej w Zgierzu. Zasiadał także we władzach Miejskiego Przedsiębiorstwa Komunikacyjnego w Łodzi, MPO Łódź (jako wiceprezes) i Widzewskiego Towarzystwa Budownictwa Społecznego.